# 天主教希尔德斯海姆教区
天主教希爾德斯海姆教區（拉丁語：Dioecesis Hildesiensis）是德國一個羅馬天主教教區，教座位於希爾德斯海姆。屬漢堡總教區。

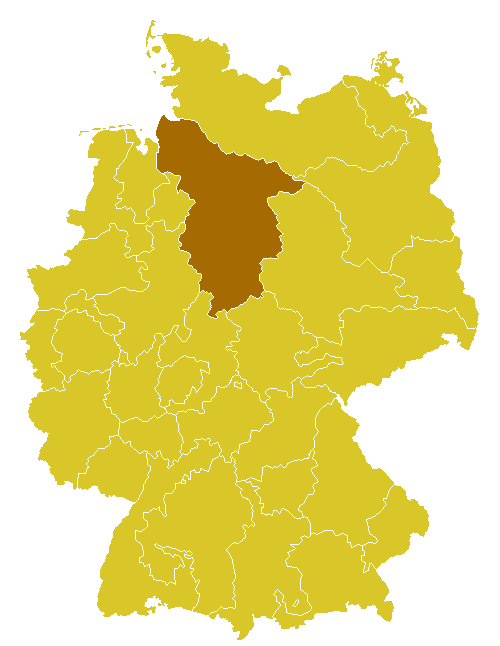
希爾德斯海姆教區管轄範圍圖

教區位於威悉河以東的下薩克森州、不來梅北部，以及不來梅港。2011年，有教友617,097人，佔轄區總人口11,4%、176個堂區、327名司鐸、101名執事、65名修士、265名修女。現任教區主教為諾伯·特雷勒。
教區成立於815年，1235年主教成為采邑主教。1803年領土被併入普魯士王國。